# Буґаку
Буґа́ку (яп. 舞楽) — найдавніший жанр театрального мистецтва Японії, своєрідні музична-хореографічні вистави, оригінальні ритуальні танці у супроводі музики ґаґаку, які виконувалися при богослужіннях на храмових синтоїстських святах, а також під час придворних церемоній.
Зародився цей театральний жанр в VII ст. як мистецтво японських аристократів, а найбільшого розквіту досяг у V111 — ІХ ст. Цьому значною мірою посприяла творчість таких славетних музикантів, як Ото-но Кійоґамі (? — 839) та Оварі-но Хаманусі (733—844).